# Andrea Adolfati
Andrea Adolfati (* 1711, 1721 oder 1722 in Venedig; † 28. Oktober 1760 in Padua) war ein italienischer Opernkomponist.

## Leben
Andrea Adolfati studierte in Venedig bei Baldassare Galuppi. Danach wurde er zum Kapellmeister an der Kirche Santa Maria della Salute in Venedig ernannt. 1745 folgte er einem Ruf der Erzherzogin von Modena, um dort als Kapellmeister zu arbeiten. In dieser Zeit entstand sein Divertimento La pace fra la virtù e la bellezza, das am 1. Januar 1746 im dortigen Hoftheater aufgeführt wurde. 1746 komponierte er Rezitative, Chöre und sechs Arien für das Kinderopern-Pasticcio Lo starnuto d’Ercole (deutsch: Das Niesen des Herakles) von Johann Adolph Hasse. Dieses wurde ebenso wie seine folgende satirische Oper Didone abbandonata mit Marionetten im kleinen neu eröffneten Teatro di San Girolamo des Abate Antonio Labia in der Pfarrei San Girolamo in Cannaregio in Venedig aufgeführt. 1748 verließ er seine Stellung in Modena und wurde Musikdirektor an der Basilica della Santissima Annunziata del Vastato in Genua. Am 30. Mai 1760 wurde er zum Nachfolger Giacomo Rampinis als Kapellmeister in Padua ernannt, wo er bis zu seinem Tod im selben Jahr blieb. Zur Aufführung seiner Opern begab er sich trotz seiner kirchlichen Verpflichtungen häufig auf Reisen in die jeweiligen italienischen Städte.
Adolfatis Stil ist konventionell und steht in der Nachfolge seines Lehrers Galuppi. Seine geistlichen Werke sind von Benedetto Marcello beeinflusst. Ihm wird die Einführung des 5/4-Taktes zugeschrieben, den er in einer Arie seiner Oper Arianna verwendete, und eines seiner Frühwerke nutzt einen 7/4-Takt. 1753 besuchte Pietro Metastasio in Wien eine Aufführung seiner Oper La clemenza di Tito. Obwohl ihm deren Musik nicht besonders gefiel, schrieb er Adolfati 1755 und 1757 höfliche Briefe nach Genua.

## Werke

### Bühnenwerke
Die Manuskripte der meisten seiner Opern sind verloren.
- Artaserse, opera seria; Libretto: Pietro Metastasio; UA: Karneval 1741, Verona, Teatro Filarmonico RISM ID: 111381 mit zusätzlicher Musik von Pietro Chiarini auch Karneval 1742, Teatro Sant’Agostino, Genua; verschollen
- La pace fra la virtù e la bellezza, divertimento da camera; Libretto: Liborati nach Pietro Metastasio; UA: 1. Januar 1746, Modena, Teatro di Corte
- Armida abbandonata, dramma per musica, mit Giuseppe Maria Buini; Libretto: Francesco Silvani; UA: ca. 22. Januar 1746, Venedig, Teatro San Moisè
- Rezitative, Chöre und sechs Arien für Lo starnuto d’Ercole, Kinderoper, scherzhaft „dramma per musica“ genannt, Pasticcio mit Musik von Johann Adolph Hasse; Libretto: Pier Jacopo Martello; UA: 29. Mai 1746, Venedig, Teatro di San Girolamo, mit Marionetten aufgeführt;[6] Wiederaufführung 2003 im Northwest Puppet Center in Seattle[7]
- Didone abbandonata, satirische „tragedia per musica“; Libretto: anonym nach Pietro Metastasio; UA: 19. Februar 1747, Venedig, Teatro di San Girolamo, mit Marionetten aufgeführt; verschollen, gedruckt in Venedig bei Luigi Pavini, 1747; OCLC 82721158
- Il corsaro punito, dramma giocoso per musica (Pasticcio mit Musik von Adolfati); UA: 6. Mai 1750, Pavia, Teatro Omodeo; auch zur Junimesse 1750, Padua, Teatro degli Obizzi; verschollen
- Arianna, dramma per musica; Libretto: Pietro Pariati; UA: Winter 1750, Genua, Teatro Falcone; verschollen
- Adriano in Siria, dramma per musica; Libretto: Pietro Metastasio; UA: Karneval 1751, Genua, Teatro Falcone; verschollen; OCLC 1038737673 RISM ID: 840000052
- La gloria e il piacere, introduzione per musica alla festa de ballo; Libretto: Francesco Renzi; UA: Karneval 1751, Genua, Teatro Falcone; auch Karneval 1752, Modena, Teatro Rangoni; verschollen
- Il giuoco dei matti, commedia per musica; UA: Herbst 1751, Genua, Teatro Falcone; verschollen
- Ifigenia, dramma per musica; UA: 26. Dezember 1751, Genua, Teatro Falcone; verschollen
- Vologeso, dramma per musica; Libretto: Apostolo Zeno; UA: Karneval 1752, Genua, Teatro Falcone; bis auf vier Arien verschollen
- Ipermestra, dramma per musica; Libretto: Pietro Metastasio; UA: 20. Januar 1752, Modena, Teatro Rangoni; bis auf eine Arie verschollen; OCLC 658804240 RISM ID: 111386
- La clemenza di Tito, dramma per musica; Libretto: Pietro Metastasio; UA: 15. Oktober 1753, Wien, Burgtheater (Digitalisat der Wienbibliothek im Rathaus) RISM ID: 122536
- Sesostri re d’Egitto, dramma per musica; Libretto: Apostolo Zeno und Pietro Pariati; UA: Karneval 1755, Genua, Teatro Falcone RISM ID: 111378 RISM ID: 111371RISM ID: 137115
- Antigono, drama & musica da raprasentaisi il Carnouale. UA: Karneval 1755, Genua, Teatro Falcone; OCLC 237097249

### Geistliche Musik

#### Kantaten
- Gloria ed il Piacere, Kantate für zwei Stimmen und Streicher; OCLC 658804205
- Sechs Kantaten für Sopran und Instrumente:
  - Già la notte s’avvicina; Libretto: Pietro Metastasio
  - Filen, crudo Fileno
  - Perdono amata Nice; Libretto: Pietro Metastasio
  - Cortesi amanti
  - Ingratissimo Tirsi
  - No, non turbarti, o Nice; Libretto: Pietro Metastasio
- Sechs Kantaten; OCLC 10060423; 2014 von Davide Mingozzi herausgegeben, publiziert bei Armelin Musica in Parma; OCLC 879160169
  - Cantata prima: Il Pescator fileno a Nice pastorella RISM ID: 111351
  - Cantata seconda: Nice a Fileno RISM ID: 111352
  - Cantata terza: Fileno a Nice, auch La Gelosia RISM ID: 111352
  - Cantata quarta: Tirsi a Fillide auch Cortesi amanti se de' vostri amori RISM ID: 111354
  - Cantata Quinta: Ingratissimo Tirsi
  - Cantata Sexta: No, non turbarti o Nice
- Kantate für zwei Stimmen

#### Arien
- Di mille strali armata, Arie für Sopran und Orchester RISM ID: 452010792 (Digitalisat der Stadtbibliothek Lübeck)
- Zwei Arien

#### Psalmvertonungen
- Miserere f-moll für vier Stimmen und Instrumente, Psalm 51 RISM ID: 1001225755
- Nisi Dominus aedificaverit für vier Stimmen, vierstimmigen Chor und Orchester Psalm 126 A-Dur; OCLC 777197774 RISM ID: 840000060  (Digitalisat auf Gallica)
- Nisi Dominus für Stimme und Basso continuo
- Domine, ne in furore, Psalm für vier Stimmen, Violinen, Viola und Hörner

- Laudate pueri für vier Stimmen, auch Laudate Pueri, Motet a Grand Choeur; OCLC 658804252 RISM ID: 840000059 (Digitalisat auf Gallica)
- In exitu, Motette für fünf Stimmen und Instrumente
- In exitu Israel für drei Stimmen, Chor zu sechs Stimmen, und Orchester, Psalm 113 D-Dur; OCLC 921707331 (Digitalisat auf Gallica)

#### Messvertonungen
- Missa in D-Dur RISM ID: 1001109617

### Instrumentalmusik
- Sechs Sonaten für drei, fünf oder sechs Instrumente (zwei Violinen, zwei Flöten, zwei Hörner, Fagott und Kontrabass), Op. 1; OCLC 658578548
- Sinfonia g-Moll RISM ID: 190019855
- Sinfonia F-Dur
- Ouvertüre D-Dur